# Kilt
Kilt (škotskogelsko fèileadh [ˈfeːləɣ]) je oblačilo, ki spominja na krilo do kolen, ki se zavija okoli kolen, izdelano iz keper tkane česane volne z težkimi gubami ob straneh in zadaj ter tradicionalno tartanskim vzorcem. Izvira iz škotske višavske obleke za moške in je prvič omenjena v 16. stoletju kot veliki kilt, oblačilo po celotni dolžini, katerega zgornjo polovico bi lahko nosili kot ogrinjalo. Mali kilt ali moderni kilt se je pojavil v 18. stoletju in je v bistvu spodnja polovica velikega kilta. Od 19. stoletja je postalo povezano s širšo kulturo Škotske in širše z gelsko ali keltsko dediščino.
Čeprav kilt najpogosteje nosijo moški ob formalnih priložnostih ter na višavskih igrah in drugih športnih dogodkih, je bil prilagojen tudi kot kos neformalnega moškega oblačila, ki se vrača k svojim koreninam kot vsakodnevno oblačilo. Kilti so zdaj izdelani za priložnostno nošenje iz različnih materialov. Uporabi se lahko alternativne zaponke in žepe, da se izogne potrebi po sporranu (torbici). Kilti so bili sprejeti tudi kot ženska oblačila za nekatere športe.

## Zgodovina
Kilt se je prvič pojavil v 16. stoletju kot veliki kilt, breacan ali belted plaid. Filleadh mòr ali veliki kilt je bilo oblačilo v polni dolžini, katerega zgornjo polovico so lahko nosili kot ogrinjalo, pogrnjeno čez ramo, ali dvignjeno čez glavo. Različico filleadh beag (philibeg) ali majhen kilt (znan tudi kot pohodni kilt), podobno sodobnemu kiltu, je izumil angleški kveker iz Lancashira po imenu Thomas Rawlinson v 1720-ih. Zdelo se mu je, da je belted plaid 'okoren in neroden' in njegova rešitev je bila ločiti krilo in ga spremeniti v posebno oblačilo z že všitimi gubami, ki jih je sam začel izdelovati.Thomson 1816, str. 150 Njegov sodelavec Iain MacDonnell, vodja družine MacDonnell iz Invernessa, ga je prav tako začel izdelovati, in ko so člani klana, zaposleni pri sečnji, proizvodnji oglja in taljenju železa, videli svojega šefa, kako izdeluje nova oblačila, so kmalu sledili izdelavi kilta. Od tam se je njegova uporaba razširila »v najkrajšem prostoru« med gorjane in celo med nekatere severne nižavce. Predlagano je bilo, da obstajajo dokazi, da je bil filibeg z nezašitimi gubami izdelan v 1690-ih.

## Različice
Ime kilt se uporablja za vrsto oblačil:
- Tradicionalno oblačilo, bodisi v svoji zgodovinski obliki bodisi v sodobni prilagoditvi, ki je zdaj običajna na Škotskem, običajno v vzorcu tartana
- Kilti, ki jih nosijo irski igralci na dude, temeljijo na tradicionalnih škotskih oblačilih, vendar so zdaj v eni (enobarvni) barvi.[4]
- Različice škotskega kilta, ki so jih sprejeli drugi keltski narodi, kot sta valižanski in cornwalski.

Po slovarju škotskega jezika in Oxfordskem angleškem slovarju samostalnik izhaja iz glagola to kilt, ki prvotno pomeni »opasati se; zavihati (krila) okoli telesa«, ki je očitno skandinavskega izvora.

### Škotska
Organizacije, ki odobrijo in ocenjujejo tekmovanja v višavskih plesih in igranju na dude, imajo pravila, ki urejajo sprejemljivo obleko za tekmovalce. Ta pravila določajo, da je treba nositi kilte (le da bodo tekmovalke v nacionalnih plesih nosile obleko Aboyne).

### Načrtovanje in izdelava
Škotski kilt prikazuje edinstvenost dizajna, konstrukcije in konvencije, ki ga razlikuje od drugih oblačil, ki ustrezajo splošnemu opisu. To je krojeno oblačilo, ki se ovije okoli telesa uporabnika v naravnem pasu (med najnižjim rebrom in bokom), začenši z ene strani (običajno levo uporabnika), okoli sprednje in zadnje strani ter spet čez sprednji del na nasprotno stran. Zapenjanje je sestavljeno iz trakov in zaponk na obeh koncih, pri čemer trak na notranjem koncu običajno poteka skozi režo v pasu, da se zapne na zunanji strani; ali pa lahko ostane znotraj pasu in se zapne znotraj.
Kilt pokriva telo od pasu navzdol do sredine kolen. Prekrivajoče se plasti spredaj se imenujejo 'predpasniki' in so ravni; enoslojna tkanina ob straneh in hrbtu je nagubana. Zaponko za kilt lahko pritrdite na sprednji predpasnik na prostem kotu (vendar je ne napeljete skozi spodnjo plast, saj je njena funkcija dodajanje teže). Spodnje perilo se lahko nosi ali pa tudi ne, odvisno od tistega, ki ga nosi, čeprav tradicija pravi, da 'pravi Škot' pod kiltom ne sme nositi ničesar. Škotska uprava za tartane je opozorila, da bi lahko bila v nekaterih okoliščinah praksa »otročja in nehigienična« ter letenje »v nasprotju s spodobnostjo«.

### Tkanine
Tipičen kilt, kot ga vidimo na sodobnih prireditvah Highland Games, je narejen iz keper tkanja kamgarna. Keper vezava, ki se uporablja za kilte, je vrsta 2–2, kar pomeni, da vsaka nit votka poteka čez in pod dvema nitima osnove naenkrat. Rezultat je značilen diagonalni vzorec v tkanini, ki se imenuje keper linija. Ta vrsta keperja, ko je tkana v skladu z danim nizom ali pisnim barvnim vzorcem, se imenuje tartan. V nasprotju s tem so kilti, ki jih nosijo irski gajdaši, izdelani iz enobarvnega blaga, pri čemer sta najpogosteje uporabljeni barvi žafran ali zelena.
Teže blaga za kilting so podane v unčah na jard in se gibljejo od zelo težkega, polkovnega kamgarna približno 18–22 unč (510–620 g) do lahkega kamgarna približno 10–11 unč (280–310 g). Najpogostejši teži kiltov sta 13 unč (370 g) in 16 unč (450 g). Težji so bolj primerni za hladnejše vreme, medtem ko bi lažje izbrali za toplejše vreme ali za aktivno uporabo, kot je višavski ples. Nekateri vzorci so na voljo le v nekaj težah.
Sodoben kilt za tipično odraslo osebo uporablja približno 6-8 jardov tartana tkanine enojne širine (približno 26-30 palcev) ali približno 3-4 jarde dvojne širine (približno 54-60 palcev). Blago dvojne širine je tkano tako, da se vzorec natančno ujema na robu. Kilti so običajno izdelani brez roba, ker bi zaradi roba oblačilo postalo preobsežno in bi nepravilno viselo. Točna količina potrebnega blaga je odvisna od več dejavnikov, vključno z velikostjo kompleta, številom gub v oblačilu in velikostjo osebe. Za polni kilt bi uporabili 8 jardov tkanine ne glede na velikost, število gub in globino gub pa bi prilagodili glede na njihovo velikost. Za zelo velik pas bo morda potrebno uporabiti 9 jardov blaga.

### Vzorec
Ena od pomembnih značilnosti pristnega škotskega kilta je tartanski vzorec, sett (vzorec značilnih niti in prej, ki sestavljajo karo škotskega tartana), ki ga prikazuje. Povezavo določenih vzorcev s posameznimi klani in družinami lahko zasledimo morda eno ali dve stoletji nazaj. Šele v viktorijanski dobi v 19. stoletju so danes znani sistem poimenovanih tartanov začeli sistematično beležiti in formalizirati, večinoma s tkalskimi podjetji za trgovske namene. Do te točke so višavski tartani imeli regionalna združenja, namesto da bi jih identificirali s katerim koli določenim klanom.
Danes obstajajo tudi tartani za okrožja, društva in korporacije. Obstajajo tudi kompleti za države in province; šole in univerze; športne dejavnosti; posamezniki; ter spominske in preproste vzorce, ki jih lahko nosi kdorkoli (glejte Zgodovina kilta za proces, s katerim so nastala ta generična združenja).
Kompleti so vedno razporejeni vodoravno in navpično, nikoli diagonalno (razen pri prilagojenih ženskih krilih). Določeni so s številom niti, zaporedjem barv in enotami za širino. Na primer, Wallaceov tartan ima število niti kot "K/4 R32 K32 Y/4" (K je črna, R je rdeča in Y je rumena). To pomeni, da bo 4 enote črne niti nasledilo 32 enot rdeče itd., tako v osnovi kot v votku. Običajno so enote dejansko število niti, vendar dokler se razmerja ohranijo, bo končni vzorec enak. To število niti vključuje tudi vrtilno točko, označeno s poševnico med barvo in številko niti. Tkalec naj bi obrnil zaporedje tkanja na vrtilni točki, da bi ustvaril zrcalno sliko vzorca. To se imenuje simetrični tartan. Nekateri tartani, kot je Buchanan, so asimetrični, kar pomeni, da nimajo vrtišča. Tkalec preplete zaporedje do konca in nato znova začne na začetku za naslednji set.
Sett nadalje označuje njihova velikost, število palcev (ali centimetrov) v eni polni ponovitvi. Velikost določenega niza ni odvisna le od števila niti v ponovitvi, ampak tudi od teže blaga. To je zato, ker težja kot je tkanina, debelejše bodo niti, zato bo enako število niti težjega blaga zasedlo več prostora. Barve, navedene v štetju niti, so določene kot v heraldiki, čeprav vzorci tartana niso heraldični. Točen odtenek, ki se uporablja, je stvar umetniške svobode in se razlikuje od ene tovarne tkanin do druge, pa tudi od serije barvila do druge znotraj iste tovarne.
Tartani so komercialno tkani v štirih standardnih barvnih različicah, ki opisujejo splošni ton. Za "starodavne" ali "stare" barve je lahko značilen rahlo obledel videz, ki spominja na rastlinska barvila, ki so bila nekoč uporabljena, čeprav v nekaterih primerih "staro" preprosto identificira tartan, ki je bil v uporabi pred sedanjim. Starodavne zelene in modre so svetlejše, medtem ko so rdeče oranžne. "Moderne" barve so svetle in prikazujejo sodobne metode barvanja z anilinom. Barve so živo rdeče, temno lovsko zelene in običajno mornarsko modre. Barve "preperele" ali "reprodukcije" simulirajo videz starejšega blaga, ki so prepereli zaradi vremenskih razmer. Zeleni postanejo svetlo rjavi, modri postanejo sivi, rdeči pa so globlje barve vina. Zadnja barvna različica je "Muted", ki se nagiba k zemeljskim tonom. Zelena je olivna, modra je skrilasto modra, rdeča pa je še globlja vinska barva. To pomeni, da od približno 3500 registriranih tartanov, ki so na voljo v zbirki podatkov Scottish Tartans Authority od leta 2004, obstajajo štiri možne barvne različice za vsakega, kar pomeni približno 14.000 priznanih izbir tartanov.
Kompleti so bili do leta 2008 registrirani pri mednarodnem indeksu tartan (ITI) dobrodelne organizacije Scottish Tartans Authority (STA), ki je brezplačno vzdrževala zbirko vzorcev tkanin, označenih z imenom in številom niti, ki je imela svoj register, združen z drugimi za oblikovanje škotskega registra tartanov (SRT) statutarnega organa Nacionalnega arhiva Škotske (NAS), če tartan izpolnjuje merila SRT, za 70 GBP od leta 2010. Čeprav se vsako leto doda veliko tartanov, večina registriranih vzorcev ki so danes na voljo, so jih v 19. stoletju ustvarili komercialni tkalci, ki so delali z veliko različnimi barvami. Vzpon višavske romantike in naraščajoča anglicizacija škotske kulture s strani viktorijancev sta takrat pripeljala do registracije tartanov z imeni klanov. Pred tem je bila večina teh vzorcev bolj povezana z geografskimi regijami kot s katerim koli klanom. Pri barvah torej ni nič simboličnega in nič pri vzorcih ni odraz statusa nosilca.

### Meritve
Čeprav je konfekcijske kilte mogoče dobiti v standardnih velikostih, je kilt po meri prilagojen individualnim razmerjem uporabnika. Običajno so potrebne vsaj tri meritve, obseg pasu, bokov in dolžina kilta. Včasih je potreben tudi dvig (razdalja nad pasom) ali padec (razdalja od pasu do najširšega dela bokov).
Pravilno narejen kilt, ko je zapet na najtesnejših luknjah trakov, ni tako ohlapen, da bi ga uporabnik lahko zlahka zasukal okoli telesa, niti tako tesen, da bi povzročil gubanje tkanine, kjer je zapet. Poleg tega dolžina kilta, ko je zapet v pasu, doseže točko, ki ni nižja od polovice kolenske kapice in ne višja od približno centimetra nad njo.

### Plisiranje in šivanje
Kilt je lahko naguban na različne načine, bolj preproste gube ali sestavljene.
Gube je mogoče razporediti glede na vzorec na dva načina. Pri gubanju na trak se izbere ena od navpičnih črt v tartanu in se tkanina nato prepogne tako, da ta trak poteka po sredini vsake gube. Posledica tega je, da je vzdolž nagubanega dela kilta (hrbet in ob straneh) vzorec videti drugačen od nenagubanega sprednjega dela, ki pogosto poudarja vodoravne pasove, namesto da bi ustvaril ravnovesje med vodoravnim in navpičnim. To se pogosto imenuje vojaško nagubanje, ker je to slog, ki ga sprejmejo številni vojaški polki.
Pri plisiranju do setta je tkanina prepognjena, tako da se vzorec setta ohrani in ponavlja okoli kilta. Zaradi tega imajo nagubani deli enak vzorec kot nenaguban sprednji del.
Za vsako gubo sta značilni globina in širina. Del gube, ki štrli pod prekrivno gubo, je velikosti ali širine. Širina naborka je izbrana glede na velikost niza in količino tkanine, ki bo uporabljena pri izdelavi kilta, in se na splošno razlikuje od približno 1/2" do približno 3/4".
Globina je del gube, ki je prepognjen pod prekrivno gubo. Odvisno je izključno od velikosti tartanskega niza, tudi ko se naguba na trak, saj niz določa razmik med trakovi.
Število gub, uporabljenih pri izdelavi kiltov, je odvisno od tega, koliko materiala je treba uporabiti pri izdelavi oblačila, in od velikosti vzorca.
Pri višavskem plesu je enostavno videti učinek šivov na delovanje kilta. Kilt objame plesalčevo telo od pasu navzdol do bokov in se od tam kot odziv na plesalčeve gibe ostro izloči. Način, kako se kilt premika kot odziv na plesne korake, je pomemben del plesa. Če gube ne bi bile zašite v tem delu kilta, bi bilo dejanje ali gibanje precej drugačno. Kilti, narejeni za višavski ples, so običajno nagubani do setta, v nasprotju s črtami.

### Dodatki
Škotski kilt se običajno nosi s kilt hlačami (volnenimi nogavicami), obrnjenimi na kolenih, pogosto s podvezicami in bliskavicami, ter sporranom (gelsko za "torbico": vrsta torbice), ki visi okoli pasu z verižice ali usnjenega traku. To je lahko navadno ali reliefno usnje ali okrašeno s tjulnjevo kožo, krznom ali polirano kovinsko prevleko.
Drugi običajni dodatki, odvisno od formalnosti konteksta, so:
- Pas (običajno z reliefno zaponko)
- Suknjič (različnih tradicionalnih modelov)
- Okrasna zaponka za kilt
- Sgian-dubh (gelščina: "črni nož": majhen nož v nožnici, ki se nosi zataknjen za nogavico)
- Ghillie brogues - vezalke za čevlje
- Občasno se nosi z ghillie srajco, čeprav je to bolj ležerno in je sorazmerno sodoben izum, zato ga ne smemo zamenjevati z dejanskimi zgodovinskimi oblačili.